# Ferris MC
Ferris MC, właściwie Sascha Reimann (urodzony 2 października 1973 w Neuwied) – niemiecki muzyk, raper i aktor. Od 2008 roku członek zespołu Deichkind, w którym występował pod pseudonimem Ferris Hilton, odszedł z zespołu w 2018 roku. Współpracował z Vanessą Struhler (Vanessa S.) i Mellow Trax.

## Dyskografia
Źródło.

### Albumy
- 1995 - Freaks (jako FAB; MZEE)
- 1999 - Asimetrie (Yo Mama)
- 2001 - Fertich! (Yo Mama)
- 2003 - Audiobiographie (Yo Mama)
- 2004 - Ferris MC (Yo Mama)
- 2006 - Düstere Legenden
- 2015 – Glück ohne Scherben

### Single
- 1995 - "Freaks" (as FAB; 12", MZEE)
- 1997 - "Es tut mir leid" (as FAB; 12")
- 1997 - "ERiCH Privat" (FAB; EP)
- 1999 - "Im Zeichen des Freaks"
- 2000 - "Tanz mit mir"
- 2001 - "Flash for Ferris MC"
- 2002 - "Viel zu spät"
- 2003 - "Zur Erinnerung"
- 2003 - "Fiesta" (feat. Vanessa S.)
- 2004 - "Feierarlarm" (feat. Tobi Tobsen pres. Bonsen Bros)
- 2004 - "Was wäre wenn?"
- 2004 - "Spieglein, Spieglein"
- 2004 - "Rappen und Feiern" (with JaOne & Twizzy)
- 2005 - "Wixtape Vol.1 >> Der übliche Verdächtige"
- 2005 - "Die Nacht der Freaks" (feat. Mellow Trax)
- 2005 - "Achtung! Achtung!" (jako Maniax; 12")
- 2006 - "Düstere Legende (Achtung! Achtung!)" (jako DVD)
- 2012 - "Bueck dich hoch (Razem z zespołem Deichkind)"